# Vânju Mare
Vânju Mare (scris și Vînju Mare) este un oraș în județul Mehedinți, Oltenia, România, format din localitatea componentă Vânju Mare (reședința), și din satele Bucura, Nicolae Bălcescu, Orevița Mare și Traian.

## Localizare
Veche așezare mehedințeană, orașul Vănju Mare este situat în sud-estul județului Mehedinți în zona Văii Blahniței, la o distanță de 33 km de municipiul Drobeta Turnu-Severin pe drumul național Turnu Severin – Calafat.
Vînju Mare este, în general, o regiune de câmpie îngemănată cu dealuri ale căror soluri fertile sunt propice practicării agriculturii. Totodată este o zonă renumită pentru cultivarea viței de vie. Clima este temperat-continentală, cu ploi multe toamna și primăvara și puține vara.
Vănju Mare cuprinde vechile sate: Orevița Mare (care este cunoscută ca localitate încă din 1652 pe timpul domniei lui Matei Basarab); Nicolae Bălcescu, Bucura și Traian.
Orașul se învecinează cu o serie de comune: Vânjuleț, Rogova, Poroina Mare, Pădina, Corlățel, Pătulele, Jiana având o suprafață de 97,11 km², ceea ce reprezintă 1,9% din suprafața județului Mehedinți.

## Origine
Obiectele din piatră cioplită și cele din bronz au fost identificate pe teritoriul orașului ca făcând parte din epoca fierului, se practica aici agricultura primitivă, cât și unele meșteșuguri.
Epoca dacică este și ea prezentă în mod indirect, mai ales prin monezi romane cu circulație anterioară cuceririi Daciei de către romani.
Documentar, Vînju Mare apare ca localitate în anul 1772, pe vechea vatră a satului Orehovița, proprietate a mănăstirii Târgoviște.
Atunci, Ilinca Cioroboreanca cu fiii ei, Dumitru și Mihai, vând lui Barbu Capital Căluțoiu o parte din moșia din Cioroboreni.
Această moșie se învecinează cu moșia Vînjului, o localitate în care își află «casele și acareturile» căpitanul de plai Barbu Căluțoiu.
Din document reiese că Vînju Mare era, în 1772, o localitate deja constituită și suficient de puternică să fie cel puțin cea mai influentă a plaiului Blahnița, dacă nu chiar reședința acestuia.

## Etimologia numelui
Pe aceste meleaguri au existat suprafețe întinse de păduri, detașându-se ca pondere ulmul. Se presupune că însăși denumirea localității ar proveni din limbajul popular din cuvântul "gâju", care, prin latinizare, ar fi devenit "vâjul" și apoi "Vînju Mare". Adjectivul "Vînju" (vânjos) este atribuit unui ulm puternic și foarte înalt care era folosit ca punct de observație, de unde se putea anunța trecerea turcilor pe drumurile Vidinului, azi șoseaua Calafat - Drobeta Turnu-Severin.
Explicația toponimului Vînju poate fi relativ dificilă deoarece acești arbori puternici, vânjoși, ar fi fost identificați prin apelativul "Gâj" ori prin cuvântul care ar desemna sunetul pe care îl facea vântul prin frunzele acestora.
Din bătrâna pădure au fost însă defrișate suprafețe întinse și cultivate cu viță de vie. Se pare că acea specie de ulm ar fi dispărut de prin pădurile noastre, dar existența pădurii "Lunca Vînjului", la o distanță de numai 1500 de metri, dovedește că pe însuși terenul casei de cultură de azi, a existat înainte o pădure.

## Evoluția comunității
Vechii locuitori ai satului Vînju Mare trăiau prin pădure după dealuri, unde își defrișaseră câte un petic de pământ pe care își cultivau vița de vie și cereale numai cât era necesar pentru satisfacerea nevoilor familiale. Acești locuitori își construiseră bordeie, chiar pe aceste terenuri, așezate la estul actualului oraș.
În urma împroprietăririi din 1864, locuitorii au părăsit așezările din păduri și vii pentru a se stabili în sat, unde li se repartizaseră loturi de casă. După culesul viilor, vinul rămânea în pivnițele bordeielor unde locuiseră și periodic mergeau acolo cu un vas pentru a aduce doar atâta vin cât avea nevoie familia. Mai târziu, țăranii și-au ars bordeiele și și-au adus recolta în sat.
Existența localității Vînju Mare în epoca feudală este adeverită și de faptul că se află pe drumul Vidin - Calafat - Cerneți - Drobeta Turnu Severin, drum folosit des de turci încă din prima lor invazie în Țările Române și devenind drum regulat odată cu stabilirea garnizoanei turcești în insula Adakaleh. Sociologul Sthal vorbește în lucrările sale despre o vama în «Lunca Vînjului» ținând cont că aici existau o varietate de legături între drumul Cetate - Cerneț - Dr.Tr.Severin și cel care lega Dr.Tr.Severin - Cerneț - Craiova de localitatea Vînju Mare.
Reforma agrară a lui Alexandru Ioan Cuza, în urma căreia moșiile mănăstirești precum și unele moșii ale Mitropoliei sunt împărțite oamenilor, determină constituirea la poalele dealului Vînjului a unei localitați prospere din punct de vedere economic și social. Terenul arabil care a rămas de la împroprietărire a trecut în proprietatea statului care l-a dat în arendă unui anume Argetoianu.
Documentar se atestă că în 1879, dat fiind aportul pe care și-l aduc locuitorii comunei Vînju Mare la Războiul de Independență, în perimetrul comunei se face o nouă împroprietarire cu loturi tip de 5 ha, din proprietatea statului. La această improprietărire beneficiază de pământ țăranii săraci, care au primit și loturi de casă în jurul vetrei satului Vînju Mare, cât și participanții la Războiul de Independență. Restul moșiei rămânând în proprietatea statului, a fost dat în arenda lui Ion Ceroșanu.
În anul 1899 s-a făcut o noua împroprietărire cu drept de răscumparare pe termen de 5 zile. Întrucât terenul nu era suficient pentru toti sătenii și ca sa nu se creeze nemulțumiri, improprietărirea s-a făcut sub formă de loterie, prin tragere de bilete. În urma acestei împroprietăriri rămân puține loturi în capul viilor, numite “brațuri”, unele cultivate, altele folosite ca pășune pentru vite. Arendașul acestor “brațuri” a fost Constantin (Ion) Triandafil, ultimul arendaș pe care Răscoala din 1907 îl găsește în comună.
Anul 1907 găsește locuitorii comunei Vînju Mare împroprietăriți în trei rânduri și mult mai înstăriți decât cei din satele vecine, fapt care duce la o anumită ”liniște” în zonă, dar și cu foarte multi clăcași pe terenul ce-l avea în arenda Constantin Triandafil.
Comuna Vînju Mare avea, în 1907, o școala cu patru săli de clasă.
Locuitorii din Vînju Mare au dus lupte aprige de răscumpărare a moșiei căzute în mâinile arendașilor între anii 1864-1921, haiducia fiind folosită de mulți țărani ca formă de nesupunere.
Primele începuturi de industrie în Vînju Mare se pierd în trecutul îndepartat, fiind reprezentative îndeletnicirile meșteșugărești. De la ”râjniță”, s-a trecut la moara pe apă instalată pe pârâul Orevița. Pe măsură ce forța mecanicii a crescut, s-a construit o moară cu vapori iar mai târziu una cu motor cu explozie.
Localitatea Vînju Mare a fost reședință de plașă între cele două războaie mondiale, iar din 1945 până în 1968, reședință de raion.
Din anul 1968, localitatea Vînju Mare este declarată oraș, beneficiind de lucrări de amenajare și modernizare.
În contextul reorganizării Armatei României, Unitatea Militară 01068 din Vînju Mare a fost și ea reoganizată în anul 2006, prin diminuarea personalului de la vechiul necesar de 254 de funcții la 93 de funcții.  Arhivat în 30 septembrie 2007, la Wayback Machine.

## Demografie
Componența etnică a orașului Vânju Mare
     Români (85,53%)
     Romi (3,72%)
     Alte etnii (0,1%)
     Necunoscută (10,65%)
Componența confesională a orașului Vânju Mare
     Ortodocși (87,83%)
     Alte religii (1,34%)
     Necunoscută (10,83%)
Conform recensământului efectuat în 2021, populația orașului Vânju Mare se ridică la 5.078 de locuitori, în scădere față de recensământul anterior din 2011, când fuseseră înregistrați 5.311 locuitori. Majoritatea locuitorilor sunt români (85,53%), cu o minoritate de romi (3,72%), iar pentru 10,65% nu se cunoaște apartenența etnică. Din punct de vedere confesional, majoritatea locuitorilor sunt ortodocși (87,83%), iar pentru 10,83% nu se cunoaște apartenența confesională.
0200040006000800010.0001977199220022011populațiePopulația istorică din Vânju Mare
Date: Recensăminte sau birourile de statistică - grafică realizată de Wikipedia

## Politică și administrație
Orașul Vânju Mare este administrat de un primar și un consiliu local compus din 15 consilieri. Primarul, Alexandru Mijaiche[*], de la Partidul Social Democrat, este în funcție din 1 noiembrie 2024. Începând cu alegerile locale din 2024, consiliul local are următoarea componență pe partide politice:
|  | Partid                    | Consilieri | Componența Consiliului | Componența Consiliului | Componența Consiliului | Componența Consiliului | Componența Consiliului | Componența Consiliului | Componența Consiliului | Componența Consiliului | Componența Consiliului | Componența Consiliului |
|  | ------------------------- | ---------- | ---------------------- | ---------------------- | ---------------------- | ---------------------- | ---------------------- | ---------------------- | ---------------------- | ---------------------- | ---------------------- | ---------------------- |
|  | Partidul Social Democrat  | 10         |                        |                        |                        |                        |                        |                        |                        |                        |                        |                        |
|  | Partidul Național Liberal | 5          |                        |                        |                        |                        |                        |                        |                        |                        |                        |                        |

## Personalități
- Victor Gomoiu (1882 – 1960), medic chirurg și istoric al medicinei; ministru în guvernul Ion Antonescu și victimă a regimului comunist;
- Liliana Năstase (n. 1962), atletă;
- Costel Stancu (n. 1970), poet.